# AFC Champions League 2006
AFC Champions League 2006 là phiên bản thứ 25 của giải bóng đá câu lạc bộ cấp cao nhất châu Á và là phiên bản thứ 4 dưới tên gọi AFC Champions League. 
Vào ngày 8 tháng 11 năm 2006, Jeonbuk Hyundai Motors giành được danh hiệu đầu tiên của họ sau khi vượt qua Al-Karamah với tổng tỉ số 3-2. Jeonbuk cũng trở thành câu lạc bộ đầu trong lịch sử châu Á vô địch Champions League trước khi vô địch giải quốc nội (vô địch K-League lần đầu tiên vào ba năm sau, tại K-League 2009).
Al-Ittihad 
là đương kim vô địch hai năm liên tiếp, nhưng đã bị loại bởi Al-Karamah ở tứ kết.

## Vòng bảng

### Bảng A
| Đội         | ST | T | H | B | BT | BB | HS | Đ  |
| ----------- | -- | - | - | - | -- | -- | -- | -- |
| Al Qadisiya | 6  | 3 | 2 | 1 | 9  | 11 | −2 | 11 |
| Pakhtakor   | 6  | 3 | 1 | 2 | 11 | 7  | +4 | 10 |
| Al-Ittihad  | 6  | 2 | 2 | 2 | 6  | 7  | −1 | 8  |
| Foolad      | 6  | 1 | 1 | 4 | 8  | 9  | −1 | 4  |

|             | QAD | PAK | ITA | FOO |
| ----------- | --- | --- | --- | --- |
| Al Qadisiya | –   | 2-1 | 1-0 | 2-0 |
| Pakhtakor   | 2-2 | –   | 2-0 | 2-0 |
| Al-Ittihad  | 2-2 | 2-1 | –   | 0-0 |
| Foolad      | 6-0 | 1-3 | 1-2 | –   |

### Bảng B
| Đội       | ST | T | H | B | BT | BB | HS | Đ  |
| --------- | -- | - | - | - | -- | -- | -- | -- |
| Al Ain    | 6  | 4 | 1 | 1 | 10 | 6  | +4 | 13 |
| Al-Hilal  | 6  | 3 | 1 | 2 | 12 | 7  | +5 | 10 |
| Mash'al   | 6  | 2 | 2 | 2 | 7  | 11 | −4 | 8  |
| Al-Mina'a | 6  | 0 | 2 | 4 | 6  | 11 | −5 | 2  |

|           | AIN | HIL | MSH | MIN |
| --------- | --- | --- | --- | --- |
| Al Ain    | –   | 2-0 | 2-1 | 2-1 |
| Al-Hilal  | 2-1 | –   | 5-0 | 3-1 |
| Mash'al   | 1-1 | 2-1 | –   | 2-2 |
| Al-Mina'a | 1-1 | 1-3 | 0-1 | –   |

### Bảng C
| Đội          | ST | T | H | B | BT | BB | HS | Đ  |
| ------------ | -- | - | - | - | -- | -- | -- | -- |
| Al-Karamah   | 6  | 4 | 0 | 2 | 10 | 11 | −1 | 12 |
| Saba Battery | 6  | 3 | 1 | 2 | 13 | 8  | +5 | 10 |
| Al-Wahda     | 6  | 2 | 1 | 3 | 14 | 15 | −1 | 7  |
| Al-Gharafa   | 6  | 2 | 0 | 4 | 11 | 14 | −3 | 6  |

|              | KAR | SBA | WAH | GHA |
| ------------ | --- | --- | --- | --- |
| Al-Karamah   | –   | 1-0 | 2-1 | 3-1 |
| Saba Battery | 1-2 | –   | 2-2 | 4-1 |
| Al-Wahda     | 4-2 | 2-4 | –   | 2-0 |
| Al-Gharafa   | 4-0 | 0-2 | 5-3 | –   |

### Bảng D
| Đội               | ST | T | H | B | BT | BB | HS | Đ  |
| ----------------- | -- | - | - | - | -- | -- | -- | -- |
| Al-Shabab         | 6  | 4 | 1 | 1 | 9  | 6  | +3 | 13 |
| Al Sadd           | 6  | 4 | 1 | 1 | 13 | 5  | +8 | 13 |
| Al-Quwa Al-Jawiya | 6  | 2 | 0 | 4 | 5  | 9  | −4 | 6  |
| Al-Arabi          | 6  | 1 | 0 | 5 | 5  | 12 | −7 | 3  |

|                   | SHB | SAD | ARB | QWJ |
| ----------------- | --- | --- | --- | --- |
| Al Shabab         | –   | 0-0 | 2-0 | 2-1 |
| Al Sadd           | 2-3 | –   | 4-1 | 3-0 |
| Al-Arabi          | 3-0 | 1-2 | –   | 0-1 |
| Al-Quwa Al-Jawiya | 0-2 | 0-2 | 3-0 | –   |

### Bảng E
| Đội                    | ST | T | H | B | BT | BB | HS  | Đ  |
| ---------------------- | -- | - | - | - | -- | -- | --- | -- |
| Jeonbuk Hyundai Motors | 6  | 4 | 1 | 1 | 11 | 5  | +6  | 13 |
| Đại Liên Shide         | 6  | 4 | 0 | 2 | 7  | 6  | +1  | 12 |
| Gamba Osaka            | 6  | 3 | 1 | 2 | 26 | 7  | +19 | 10 |
| Đà Nẵng                | 6  | 0 | 0 | 6 | 1  | 27 | −26 | 0  |

|                        | JHM | DLS | OSA | DNG  |
| ---------------------- | --- | --- | --- | ---- |
| Jeonbuk Hyundai Motors | –   | 3-1 | 3-2 | 3-0  |
| Đại Liên Shide         | 1-0 | –   | 2-0 | 1-0  |
| Gamba Osaka            | 1-1 | 3-0 | –   | 15-0 |
| Đà Nẵng                | 0-1 | 0-2 | 1-5 | –    |

### Bảng F
| Đội                    | ST | T | H | B | BT | BB | HS | Đ |
| ---------------------- | -- | - | - | - | -- | -- | -- | - |
| Ulsan Hyundai Horang-i | 2  | 2 | 0 | 0 | 3  | 0  | +3 | 6 |
| Tokyo Verdy 1969       | 2  | 0 | 0 | 2 | 0  | 3  | −3 | 0 |
| TTM FC                 | 0  | 0 | 0 | 0 | 0  | 0  | 0  | 0 |
| Arema Malang           | 0  | 0 | 0 | 0 | 0  | 0  | 0  | 0 |

1. 1 2  TTM FC và Arema Malang bị loại vì không kịp nộp danh sách cầu thủ.

| Tokyo Verdy 1969 | 0–2 | Ulsan Hyundai Horang-i          |
| ---------------- | --- | ------------------------------- |
|                  |     | Choi Sung-kuk 57' · Machado 71' |

| Ulsan Hyundai Horang-i | 1–0 | Tokyo Verdy 1969 |
| ---------------------- | --- | ---------------- |
| Lee Chun-soo 43'       |     |                  |

### Bảng G
| Đội                 | ST | T | H | B | BT | BB | HS | Đ |
| ------------------- | -- | - | - | - | -- | -- | -- | - |
| Thân Hoa Thượng Hải | 2  | 2 | 0 | 0 | 7  | 3  | +4 | 6 |
| Đồng Tâm Long An    | 2  | 0 | 0 | 2 | 3  | 7  | −4 | 0 |
| Persipura Jayapura  | 0  | 0 | 0 | 0 | 0  | 0  | 0  | 0 |
| PEA FC              | 0  | 0 | 0 | 0 | 0  | 0  | 0  | 0 |

1. 1 2  Persipura Jayapura and PEA FC bị loại vì không kịp nộp danh sách cầu thủ.

| Thân Hoa Thượng Hải           | 3–1 | Đồng Tâm Long An           |
| ----------------------------- | --- | -------------------------- |
| Wang Ke 6' · Xie Hui 11', 51' |     | Antonio Carlos 65' (ph.đ.) |

| Đồng Tâm Long An                      | 2–4 | Thân Hoa Thượng Hải                  |
| ------------------------------------- | --- | ------------------------------------ |
| Antonio Carlos 29' · Fabio Santos 62' |     | Gao Lin 45', 90', 90+1' · Yu Tao 65' |

## Vòng loại trực tiếp

### Sơ đồ
Bản mẫu:8TeamBracket-2Leg

### Tứ kết
| Đội 1                  | TTS | Đội 2                  | Lượt đi | Lượt về      |
| ---------------------- | --- | ---------------------- | ------- | ------------ |
| Ulsan Hyundai Horang-i | 7–0 | Al-Shabab              | 6–0     | 1–0          |
| Thân Hoa Thượng Hải    | 3–4 | Jeonbuk Hyundai Motors | 1–0     | 2–4          |
| Al Qadisiya            | 5–2 | Al Ain                 | 2–2     | 3–0          |
| Al-Ittihad             | 2–4 | Al-Karamah             | 2–0     | 0–4 (s.h.p.) |

### Bán kết
| Đội 1                  | TTS | Đội 2                  | Lượt đi | Lượt về |
| ---------------------- | --- | ---------------------- | ------- | ------- |
| Jeonbuk Hyundai Motors | 6–4 | Ulsan Hyundai Horang-i | 2–3     | 4–1     |
| Al-Karamah             | 1–0 | Al Qadisiya            | 0–0     | 1–0     |

### Chung kết
| Đội 1                  | TTS | Đội 2      | Lượt đi | Lượt về |
| ---------------------- | --- | ---------- | ------- | ------- |
| Jeonbuk Hyundai Motors | 3–2 | Al-Karamah | 2–0     | 1–2     |

## Các cầu thủ ghi bàn hàng đầu
| Xếp hạng | Cầu thủ          | Câu lạc bộ             | MD1 | MD2 | MD3 | MD4 | MD5 | MD6 | QF1 | QF2 | SF1 | SF2 | F1 | F2 | Tổng |
| -------- | ---------------- | ---------------------- | --- | --- | --- | --- | --- | --- | --- | --- | --- | --- | -- | -- | ---- |
| 1        | Magno Alves      | Gamba Osaka            | 1   | 4   | 2   |     |     | 1   |     |     |     |     |    |    | 8    |
| 2        | Fernandinho      | Gamba Osaka            |     | 4   |     |     |     | 2   |     |     |     |     |    |    | 6    |
| 2        | Nenad Jestrović  | Al Ain                 |     |     | 2   |     | 1   | 2   | 1   |     |     |     |    |    | 6    |
| 4        | Ali Daei         | Saba Battery           | 2   | 1   |     |     | 2   |     |     |     |     |     |    |    | 5    |
| 4        | Gao Lin          | Thân Hoa Thượng Hải    |     |     |     |     | 3   |     | 1   | 1   |     |     |    |    | 5    |
| 4        | A'ala Hubail     | Al-Gharafa             |     |     | 2   |     |     | 3   |     |     |     |     |    |    | 5    |
| 4        | Kim Hyeung-bum   | Jeonbuk Hyundai Motors | 2   |     | 1   |     |     | 2   |     |     |     |     |    |    | 5    |
| 4        | Bader Al-Mutawa  | Al Qadisiya            |     | 1   | 1   | 1   | 2   |     |     |     |     |     |    |    | 5    |
| 4        | Zé Carlos        | Jeonbuk Hyundai Motors |     |     |     | 1   |     |     |     | 2   | 1   |     |    | 1  | 5    |
| 10       | Godwin Attram    | Al-Shabab              |     | 2   |     | 1   | 1   |     |     |     |     |     |    |    | 4    |
| 10       | Choi Sung-kuk    | Ulsan Hyundai Horang-i | 1   |     |     |     |     |     | 2   |     | 1   |     |    |    | 4    |
| 10       | Mohannad Ibrahim | Al-Karamah             |     | 1   |     |     |     |     |     | 2   |     |     |    | 1  | 4    |
| 10       | Carlos Tenorio   | Al Sadd                |     | 1   | 1   |     | 2   |     |     |     |     |     |    |    | 4    |
| 10       | Zou Jie          | Đại Liên Shide         | 1   | 1   |     | 1   |     | 1   |     |     |     |     |    |    | 4    |